# どついたるねん
『どついたるねん』は、1987年に出版された赤井英和の自伝をもとに、阪本順治が監督・脚本を務め、赤井本人の主演で映画化したボクシングを題材にした日本映画である。
劇場初公開は1989年11月11日。1989年度の第32回ブルーリボン賞作品賞受賞作品、第63回キネマ旬報ベスト・テン日本映画部門第2位、第44回毎日映画コンクール日本映画優秀賞受賞。

## 概要
本作が監督デビュー作の阪本順治と俳優としてはほとんど実績のない赤井英和主演で、公開当初は映画館での上映ができなかったため、原宿に特設テントを設置して荒戸源次郎事務所作品としての自主上映作品であった。低予算ゆえ宣伝などもなかったが口コミで評判が広がり、テント上映は長期間行われた。
赤井は1985年2月5日に行われた大和田正春との試合後、意識不明に陥り急性硬膜下血腫・脳挫傷で開頭手術を行い現役を引退、奇跡的に回復したもののボクシングへの情熱は断ちがたく、危険を承知の上で当時日本ミドル級の現役チャンピオンだった大和武士を相手に身体を張ったボクシングシーンの撮影に挑んだ。その劇中でのボクシングの試合の対戦相手として、大和田が友情出演を行った。
低予算ながら、迫力ある試合場面や主演の赤井、脇を固めた相楽、麿、原田の演技等が多方面から賞賛され、後にビデオ・DVD化もされ大成功を収めた。
監督・阪本順治と俳優・赤井英和が飛躍するきっかけとなった作品である。

## ストーリー
試合中にKOされ、再起不能に陥ったボクサーの安達英志は緊急手術の末に奇跡的に回復するが、医師から2度とリングに立てないと宣告される。ボクシングが人生の全てであった安達は、旧知の北山の誘いに応じ、旧所属ジムの興行ライセンスを北山に渡す形で援助を受けジムを開く。旧所属ジムの若手ホープだった清田など、ジムには多くの門下生が集う。左島という男がジムに現れて勝手にコーチを名乗り、追い出そうとした安達は左島が元日本チャンプと知って、他のジムから引き抜いたコーチを袖にする形で左島を雇った。順風満帆に見えたジム経営だったが、自分の流儀を押しつける安達のやり方に門下生は反発して退所し、ジムは閉鎖に追い込まれる。選手の個性を重視する左島とも安達は対立するものの、左島がいまだボクサーの体つきを残していることには複雑な感情を抱く。自暴自棄となっていた安達はやがて、ボクサーとしての再起を目指して袂を分かった旧所属ジムに戻り、別れた左島を探し出してコーチを依頼した。左島がかつてこのジムに所属していたことを安達は知る。
安達は左島の指導の下トレーニングを積み、主治医から半ば強要する形で診断書を入手してライセンスを再取得する。カムバック戦は4回戦となり、その相手はかつての後輩・清田だった。興行権を持たないジムに相手は選べず、安達は清田と戦わざるを得なくなる。減量中の清田への嫌がらせや架空の挑発電話といった子供じみた振る舞いをしたり、マスコミ関係者との酒席に付き合ったりして、試合一週間前の時点で7kgも体重をオーバーしていた。必死の減量によってなんとか計量はクリアしたが、左島と安達は再び諍い、左島はジムを出て行った。そして清田とのカムバック戦が始まる。

## キャスト
安達英志（えいじ）
演：赤井英和
ナショナルジム所属のプロボクサー。キャッチフレーズは、“ダイナマイトファイター”。小学生の頃からボクシング雑誌を読んで学生時代を過ごしボクシングのことばかり考えて生きてきた。冒頭の試合で脳にダメージを追い開頭手術を受けて奇跡的に退院する。強引な性格で気が短く気に入らないことがあるとすぐに人や物を殴る。ボクサーとしては接近戦を得意とする積極的な攻撃スタイルで、判定勝ちは勝ちとは認めないという考えを持つ。退院後ボクサーとして復帰は難しいと言われたため、安達英志ボクシングジムの会長となり練習生たちの指導にあたる。
鴨井貴子
演：相楽晴子
父のジムで働く。子供の頃からボクシング好きな安達と一緒に遊び、今はジムで安達の練習を支えている。男勝りで勝ち気な性格で安達にビンタをされてもへこたれず言いたいことを言う。退院した安達が父への恩も返さず新しく自分のジムを作ったことに腹を立てる。ボクシングをしたいと思ってきたが(当時女子ボクシングが一般的に普及していないこともあり)、小さい頃から安達に「女にボクシングは無理」と言われている。実は心の中で安達に好意を寄せている。終盤には安達が清田戦のリングに上がることに否定的になっていた。
鴨井大介
演：麿赤児
ナショナルジム会長。退院後の安達から突然一方的にジムを辞めることを告げられ、彼により興行のライセンスを北山に譲ってしまう。基本的にお人好しな性格で安達に弱腰な対応をしている。元は電器屋だった。妻には何年も前に逃げられている。その後選手として復帰することになった安達を受け入れ、サポートする。
左島牧雄（さじま）
演：原田芳雄
元ウェルター級日本チャンピオン(ただし怪我により半年間でタイトルを返上)。安達がジムを開いた直後に、押しかける形でジムコーチとなる。東京在住だが過去の試合で大阪の街にいい思い出があるとの理由で、家族を残しやって来た。ボクシングに対して情熱を持っているが、基本的に落ち着いた性格で物腰が柔らかい。安達のジムの練習生たちの体格や性格に合った攻撃スタイルを推奨し、指導方法がほぼ正反対な安達と意見が噛み合わないことが多い。詳細は不明だが、作中では吃音症と思われる話し方をしている。かつてナショナルジムに所属していたことが途中で明らかになる。
清田さとる
演：大和武士
安達の後輩にあたるボクサー。ジュニアバンタム級(現：スーパーフライ級)のボクサーとして本作の前半でデビューする。鴨井父子から目をかけられ練習してきたが鴨井大介が興行のライセンスを北山に譲った途端見切りをつけ、安達のジムの所属になる。どちらかというと大人しい性格で、相手との距離を保って攻めるスタイルということもあり、接近戦を好む安達からよく注意される。デビュー戦は判定勝ちだったが安達から勝ち方を非難され、その後別のジムに移る。
安達英志の両親（安達太郎・安達秋子）
演：笑福亭松之助、正司照枝〈かしまし娘〉
荒々しい性格の息子を刺激しないように気を遣いながら暮らしている。ある日自室で過ごす息子の様子をこっそりふすまを開けてうかがうと、全裸でシャドーボクシングをしているのを見て驚く。後日テレビ中継で息子のカムバック戦を見守る。
宮田
演：芦屋小雁
病院長。冒頭で意識不明の安達が運び込まれる。安達の退院会見で「二度とボクシングをすることはできないと思われる」と発言してしまい、彼に殴られる。後日諸事情に興奮して意識を失って再び病院に運び込まれた安達と再会する。
原田ジム会長
演：結城哲也（現在：ゆうき哲也、元チャンバラトリオ）
清田がその後所属するジムの会長。安達のカムバック戦で対戦することになった清田の指導にあたる。
輪島功一
演：輪島功一
本人役で、安達のカムバックの試合で解説者を担当する。安達の試合開始直前に実況アナウンサーから試合について聞かれるが、「カムバックに無理がある」と発言し、リング上の本人から睨まれる。
イーグル友田
演：大和田正春
冒頭の試合の安達の対戦相手。キャッチフレーズは、“グレートパンチャー”。作中の解説者によると自身のパンチは日本人離れしたパワーを持つと評されている。冒頭で安達をK.O.して勝利するが、この時に彼が脳にダメージを受けてしまう。その後、清田戦直前に安達と再会したときには網膜剥離によりボクサーを引退していた。「概要」節に記したように、演じた大和田は赤井英和自身が試合で重傷を負った相手であり、その史実を作中で再現した形になっている。「網膜剥離により引退」という設定も、大和田自身の経歴と重なっていた。
ジョー
演：升毅
北山の店の従業員。北山と同じくゲイらしき人物で、ある日店内で眠ってしまった安達に頬を寄せたことに北山からビンタされる
レポーター
演：ハイヒールモモコ
試合を1週間後に控えた安達の自宅前にカメラマンと取材に訪れ、ロードワークに出てきた彼に意気込みを尋ねる。
マスター
演：山本竜二
カラオケスナックを経営。ボクサーとして活躍する安達を応援してきた。退院後の安達がカラオケを独り占めして歌い続けて他の客が帰ってしまったため嘆く。
北山次郎
演：美川憲一
飲食店を経営。安達の知人で気にかけているが、彼から「あんたの店は好かん。気色悪い」と評されている。以前からボクシングの興行を手掛けるのが夢で、ジムを作るための資金援助を頼みに来た安達に興行のライセンスの手配を条件に出す。その後門下生を失った安達のジムを閉鎖するが、興行権は手放さなかった。
このほか、渡辺二郎や六車卓也、串木野純也といった（元）ボクサーが出演している。

## 製作
阪本が元になる脚本を書いて初対面の赤井に見せた際、赤井は自分が出ないシーンを「要らないんじゃないですか」と指摘する反応を見せたため、ほぼ全編赤井が出る形に変えたという。阪本はシーンごとに赤井に体重を指示し、それに合わせて増減量を繰り返すことが負担だったと赤井は後年述べている。

## 評価
ブルーリボン賞受賞など評価を受けたが、赤井に対して「地でやってるだけ」という批判が地元から寄せられたことを「悔しかった」と感じた阪本は、次回作として将棋界を舞台にした『王手』を手がけた。

## 関連図書
- 『浪速のロッキーのどついたるねん 挫折した男の復活宣言』講談社、1987年、ISBN 4-06-203654-1